# Satellietcentrum van de Europese Unie
Het Satellietcentrum van de Europese Unie, European Union Satellite Centre (EUSC), is een agentschap van de Europese Unie, opgericht in 2002 en gevestigd in Torrejón de Ardoz (Spanje).
Het satellietcentrum analyseert gegevens en beelden van aardobservatiesatellieten en gebruikt deze informatie om de Europese Unie te helpen beslissingen in het kader van het gemeenschappelijk buitenlands beleid en veiligheidsbeleid (GBVB) te nemen.
Het centrum voert ook onderzoeks- en ontwikkelingsprojecten uit en organiseert opleidingen op het gebied van digitale geografische informatiesystemen en beeldanalyse voor deskundigen.